# Eren Talu
Eren Talu (* 25. September 1957 in Adana) ist ein ehemaliger türkischer Fußballspieler und -trainer. Durch seine langjährigen Tätigkeiten für Adana Demirspor und Malatyaspor wird er mit diesen Vereinen assoziiert. Er war an den wichtigsten Erfolgen beider Vereine beteiligt. Mit 174 Erstligaeinsätzen für Malatyaspor ist er zudem der Spieler mit den meisten Süper-Lig-Einsätzen der Vereinsgeschichte. In der Liste der Spieler mit den meisten Süper-Lig-Einsätzen für Demirspor ist er mit 158 Einsätzen an 7. Stelle.

## Spielerkarriere

### Adana Demirspor
Die Anfänge von Talus Karriere sind weitestgehend undokumentiert. Bekannt ist lediglich, dass er im Laufe der Saison 1977/78 beim südtürkischen Erstligisten Adana Demirspor, dem Betriebssportverein der örtlichen Eisenbahnmitarbeiter, in den Profikader aufgenommen wurde. Bis zum Saisonende absolvierte er für seinen Verein drei Pflichtspiele. Er stand u. a. im Finalrückspiel des Türkischen Pokals gegen Trabzonspor in der Startaufstellung. Den Pokalgewinn vergab zwar Talus Team an Trabzonspor, jedoch konnte durch den Finaleinzug in der Pokalsaison 1977/78 eines der größten Erfolg der Vereinsgeschichte erreicht werden. Im Laufe seiner zweiten Saison bei Demirspor, der Saison 1978/79, eroberte er sich einen Stammplatz und war bis zum Sommer 1984 unumstrittener Stammspieler und Leistungsträger seiner Mannschaft. Er war ein wichtiger Teil jener Mannschaft Demirspors, die die Erstligasaison 1981/82 auf dem 6. Tabellenplatz beenden und damit die beste Erstligaplatzierung der Vereinsgeschichte erreichen konnte. 

### Malatyaspor
Nachdem sein Verein Demirspor im Sommer 1984 den Klassenerhalt 1. Lig verfehlt hatte, verließ Talu nach siebenjähriger Zugehörigkeit den Eisenbahnsportverein und wechselte innerhalb der Liga zum Aufsteiger Malatyaspor. Dieser damals unbekannte und hochverschuldete Verein wurde Anfang der 1980er Jahre von dem aus Provinz Malatya stammende Mäzen Nurettin Soykan aufgekauft. Dieser investierte als Vereinspräsident große Summen in die Mannschaft und finanzierte so im Sommer 1984 mit dem Aufstieg die erste Erstligateilnahme der Vereinsgeschichte. Die Vorbereitungen für die kommende Saison begann der Verein bereits Wochen vor dem offiziellen Saisonende unmittelbar nach der gewonnenen Zweitligameisterschaft. Der Verein versuchte vergeblich, namhafte Spieler von den drei großen Vereinen Beşiktaş Istanbul, Fenerbahçe Istanbul und Galatasaray Istanbul zu verpflichten. Dabei scheiterten die Verpflichtungen nicht an der geforderten Summe, sondern vielmehr an der Tatsache, dass keiner der Stars in der Provinz spielen wollten. Schließlich begnügte man sich mit den Spielern der restlichen Erstligateams und verpflichtete neben Malik Gençalp, Çetin Aslan, Oktay Çevik, Cavit Kurucu auch Eren Talu. Bei seinem neuen Arbeitgeber stieg Talu sofort zum Stammspieler und Leistungsträger auf, spielte mit seinem Verein die ersten beiden Spielzeiten gegen den Abstieg und erreichte in der dritten Erstligasaison den sechsten Tabellenplatz. In diesen drei Jahren erhielt Talu im türkischen Fußball namhafte Mitspieler wie von Fenerbahçe den Nationalspieler Sedat Karaoğlu, von Galatasaray den Nationalspieler Metin Yıldız und Adnan Esen, von Gaziantepspor den Shootingstar Bünyamin Süral und Ünal Karaman, zu Saisonbeginn 1986/87 den amtierenden Nationaltorwart Yaşar Duran, von Galatasaray den Youngster und den Nationalspieler Ceyhun Güray. Mit diesem Kader beendete Talu' Verein in der Saison 1987/88 auf dem dritten Tabellenplatz und erreichte die beste Erstligaplatzierung der Vereinsgeschichte.

### Adanaspor und Karriereende
Nachdem Talu in die Saison 1989/90 bei Malatyaspor gestartet war, wurde er im Oktober 1989 an den Ligarivalen Adanaspor abgegeben. Bei dem Verein seiner Heimatstadt spielte Talu bis zum Sommer 1991 und beendete anschließend seine Karriere.

### Nationalmannschaft
Talus Länderspielkarriere begann 1982 mit einem Einsatz für die türkische U-21-Nationalmannschaft.
Im Rahmen eines EM1984-Qualifikationsspiels gegen die albanische  Nationalmannschaft wurde Talu im Herbst 1982 Nationaltrainer Coşkun Özarı zum ersten Mal in den Kader der türkischen Nationalmannschaft nominiert. In dieser Partie gab er sein Länderspieldebüt. Bis zum Sommer 1983 wurde Talu sieben weitere Male nominiert und absolvierte sechs weitere Länderspiele.

## Trainerkarriere
Talu übernahm im Sommer 2002 die als A2-Mannschaft bezeichnete Reservemannschaft von Adana Demirspor. Nach einem Jahr begann er für diesen Verein als Nachwuchstrainer zu arbeiten und betreute bis zum Sommer 2014 diverse Jugendmannschaften dieses Vereins. Im Sommer 2014 übernahm er als Cheftrainer den örtlichen Amateurklub Adana Büyükşehir Belediyespor.

## Erfolge
Mit Adana Demirspor
- Türkischer Pokalfinalist: 1977/78

Mit Malatyaspor
- Tabellendritter der Süper Lig: 1987/88